# Svídnické knížectví
Svídnické knížectví, někdy uváděno také jako Svídnické vévodství, (polsky Księstwo świdnickie, německy Herzogtum Schweidnitz) bylo jedno z polských knížectví, které existovalo v Dolním Slezsku s hlavním městem ve Svídnici.

## Historie
V roce 1278 zemřel slezský a lehnický kníže Boleslav II. Lysý a zanechal po sobě tři syny: Jindřicha, Boleslava a Bernarda. Ještě za života otce vlastnil Jindřich javorské dědictví a po smrti otce v roce 1278 nastoupil na lehnický knížecí stolec a postoupil Javorské a Lvovecké knížectví svým mladším bratrům do společného vlastnictví.
V roce 1281 si Boleslav Surový a Bernard Hbitý knížectví rozdělili: Boleslav nadále vládl v Javoru a svému mladšímu bratrovi předal Slezský Lvovek. V roce 1286, po smrti bezdětného Bernarda, se Lvovecké knížectví vrátilo pod vládu jeho staršího bratra Boleslava Těžkého.
Po smrti knížete Jindřicha Probuse v roce 1290 se vratislavského knížecího stolce zmocnil lehnický vévoda Jindřich V. Tlustý V roce 1291, jako odměnu za pomoc v boji o Vratislavské vévodství, převedl Jindřich V. na svého mladšího bratra Boleslava, jižní země Vratislavského vévodství s městy Svídnice, Zembice, Zoubkovice. V roce 1296, po smrti svého staršího bratra Jindřicha V., se Boleslav Surový stal regentem Vratislavského vévodství a opatrovníkem tří bratrových synů.
V roce 1301 zemřel svídnický a javorský kníže Boleslav. Po něm nastoupili tři synové: Bernard, Jindřich a Boleslav II., kteří dostali do společného vlastnictví Javor, Svídnici a Zembice. V roce 1312 si bratři knížectví rozdělili. Jindřich obdržel dědictví po otci (Javor a Slezský Lvovek), zatímco Bernard a Vladislav nadále vlastnili Svídnici a Ziebice. V roce 1322 došlo k novému rozdělení knížectví. Bernard začal vládnout ve Svídnici a Boleslav získal Ziebice do svého vlastnictví.
V roce 1326, po smrti knížete Bernarda Svídnického, začali ve Svídnickém knížectví společně vládnout jeho synové Boleslav a Jindřich a po Jindřichově smrti, v letech 1343/1345, se jediným vládcem Svídnického vévodství stal starší bratr Boleslav II. Malý. V roce 1346, po smrti svého bezdětného strýce Jindřicha Javorského, sjednotil Boleslav Malý pod svou vládu Javorské, Lvovecké a Svídnické knížectví.
V roce 1368 Boleslav II. zemřel a všechna tři knížectví odkázal své manželce Anežce Habsburské, nejmladší dceři vévody Leopolda Rakouského, jako vdovské dědictví. Po její smrti v roce 1392 se Javorské, Lvovecké a Svídnické knížectví stala součástí Království českého.

## Svídnická knížata
| #                                            | obrázek | jméno (rok narození / úmrtí)                                                     | rodiče                                  | roky vlády | poznámky |
| -------------------------------------------- | ------- | -------------------------------------------------------------------------------- | --------------------------------------- | ---------- | --- |
| 1                                            |         | Boleslav I. Surový (1252/1256 – 9. listopadu 1301)                               | Boleslav II. Lysý Hedvika Anhaltská     | 1291-1301  | kníže lvovecký (v letech 1278 až 1281 a v letech 1286 až 1301), kníže javorský (v letech 1278 až 1301) |
| 2                                            |         | Bernard Svídnický (1288/1291 – 6. května 1326)                                   | Boleslav I. Surový Beatrix Braniborská  | 1301-1326  | kníže lvovecký (v letech 1301 až 1312), kníže javorský (v letech 1301 až 1312) |
| 3                                            |         | Jindřich I. Javorský (1292/1296 – 15. května 1346)                               | Boleslav I. Surový Beatrix Braniborská  | 1301-1312  | kníže lvovecký (v letech 1301 až 1346), kníže javorský (v letech 1301 až 1346), kníže hlohovský (v letech 1337 až 1346) |
| 4                                            |         | Boleslav II. Minsterberský (1300 – 11. června 1341)                              | Boleslav I. Surový Beatrix Braniborská  | 1301-1322  | kníže lvovecký (v letech 1301 až 1312), kníže javorský (v letech 1301 až 1312), kníže minsterberský (v letech 1322 až 1341) |
| 5                                            |         | Boleslav II. Malý (1309/1312 – 28. července 1368)                                | Bernard Svídnický Kunhuta Polská        | 1326-1368  | kníže lvovecký (v letech 1346 až 1368), kníže javorský (v letech 1346 až 1368), kníže břežský (v letech 1358 až 1368), kníže seveřský (v letech 1359 až 1368), kníže hlohovský (v letech 1361 až 1368), kníže stínavský (v letech 1365 až 1368) |
| 6                                            |         | Jindřich II. Svídnický (1316/1324 – 28. června 1345)                             | Bernard Svídnický Kunhuta Polská        | 1326-1345  | |
| 7                                            |         | Anežka Habsburská, manželka knížete Boleslavа II. Malého (1322 – 2 февраля 1392) | Leopold I. Habsburský Kateřina Savojská | 1368-1392  | kněžna vdova lvovecká (v letech 1368 až 1392), kněžna javorská (v letech 1368 až 1392) |
| В 1392у вошло в состав земель Чешской короны |         |                                                                                  |                                         |            | |